# Chhoti Sadri
Chhoti Sadri é uma cidade e um município no distrito de Chittaurgarh, no estado indiano de Rajastão.

## Demografia
Segundo o censo de 2001, Chhoti Sadri tinha uma população de 16,602 habitantes. Os indivíduos do sexo masculino constituem 51% da população e os do sexo feminino 49%. Chhoti Sadri tem uma taxa de literacia de 70%, superior à média nacional de 59.5%; a literacia no sexo masculino é de 80% e no sexo feminino é de 60%. 14% da população está abaixo dos 6 anos de idade.